# Договор за магистрала Тракия
Договорът за магистрала „Тракия“ е договор, сключен на 29 март 2005 г. между тогавашното българско правителство и българо-португалския консорциум „Магистрала „Тракия““ АД за доизграждане и отдаване на концесия на автомагистрала „Тракия“ за срок от 35 години.
Сключването на договора поражда един от най-големите политически скандали в периода 2005 – 2006 г. в България. Основните причини за това са непрозрачността и липсата на търг или конкурс при определяне на концесионера, както и твърденията, че договорът е изключително неизгоден за държавата.

## История

### Решение на МС
На 16 декември 2004 г. е обявено, че правителството е взело решение за отдаването на концесия на магистрала „Тракия“ на българо-португалския консорциум „Магистрала „Тракия““ АД за срок от 35 години (максималния позволен от закона срок). Концесионерът трябва да доизгради, експлоатира и поддържа магистралата, като за сметка на това той може да събира такси (ТОЛ такси) от преминаващите автомобили. От магистралата са изградени две отсечки с държавни средства и с пари от Европейската инвестиционна банка (ЕИБ).

### Първа парламентарна комисия
Два месеца преди сключването на договора в парламента е образувана специална комисия, която трябва да провери сделката, но проектодоговорът не ѝ е предоставен от правителството. По думите на Асен Гагаузов (заместник-председател на комисията, министър в МРРБ в следващото правителство) „Бяха дадени няколко цифри и нищо повече.“ Според информация от Евгени Чачев (бивш министър в МРРБ), комисията провежда само едно заседание на което думата е дадена само на министър Валентин Церовски. След сключване на сделката членовете на комисията предлагат предварително определения срок на комисията, който изтича, да бъде удължен с един месец, но мнозинството в парламента гласува против предложението.

### Подписване на договора
Договорът е подписан на 29 март 2005 г. от тогавашния министър в Министерството на регионалното развитие и благоустройството Валентин Церовски и изпълнителните директори на „Магистрала „Тракия““ АД Коща Ферейра и Емил Коцев. При подписването на договора присъстват българският министър-председател Симеон Сакскобургготски и заместник-министърът на строителството и транспорта на Португалия Пауло Кампуш.
Обявено е, че договорът ще влезе в сила, едва след като се получат официални становища от Комисията за защита на конкуренцията (дали отдаването на магистралата без търг или конкурс не е недопустима държавна помощ), ЕИБ (дали участъците, изграждани с нейни средства, могат да бъдат прехвърлени на концесионера) и Евростат (че инвестициите се отразяват по баланса на концесионера и не се включват при измерване на дефицита на държавния бюджет).
Въпреки че по закон всички договори за концесии трябва да се включват в обществен регистър, договорът за магистрала „Тракия“ е засекретен.

### Критика
Опозицията критикува непрозрачността на процедурата по сключване на сделката. От СДС и ДСБ заявяват, че ще подадат сигнали в прокуратурата и в Главна дирекция „Конкуренция“ в Европейската комисия. ОДС открива обществена подписка под мотото „Концесията за магистрала „Тракия“ – обирът на века“. Главният прокурор на България Никола Филчев обаче обявява, че законът не позволява на прокуратурата да се намеси в случая, а политиците ходят при него защото искат да се видят по телевизията понеже идват избори.
През април асоциация „Прозрачност без граници“ публикува доклад, който разглежда проблеми свързани с прозрачността, законосъобразността и целесъобразността на сделката. Докладът е разработен на основата на неофициална информация и на информация, изнесена в медиите. Той остро критикува сделката и я определя като незаконна и „напълно неизгодна за интересите на българската държава“.

### Комисия за защита на конкуренцията
В доклада на „Прозрачност без граници“ е споменато, че образуването на консорциума „Магистрала „Тракия““ е незаконно, тъй като липсва необходимото в случая предварително уведомление за концентрация на стопанска дейност. Такова е необходимо, ако общият оборот на дружествата в консорциума надхвърля 15 млн. лв. На 14 април депутати от СДС и Демократическата партия внасят сигнал в Комисията за защита на конкуренцията за същото нещо. По-късно се разбира, че КЗК се е самосезирала за това обвинение от доклада.
На 5 май Комисията за защита на конкуренцията излиза с решение, че отдаването на концесия не е държавна помощ при 6 условия и препоръчва нататък концесии да се дават само след търг или конкурс.

### Позиция на ЕИБ и Европа
В средата на май от пресслужбата на ЕИБ заявяват, че не могат да участват в проект, който вече не е държавен и избора на чийто изпълнител банката не е одобрила. 
Правителственият говорител Димитър Цонев коментира пред „Медиапул“: „Министър Церовски е този, който трябва да внесе на вниманието на кабинета предложения за разрешаването на казуса с ЕИБ. Иначе процедурно се задейства условието от предишното решение и договорът с консорциума от двете български и трите португалски фирми трябва да не влиза в сила“.
Комисарят по разширяването на Европейския съюз Оли Рен също се изказва негативно по договора. На 21 юни, в отговор на въпрос на депутат в Европейския парламент той казва, че процедурата за избор на концесионер на магистрала „Тракия“ се отклонява от изискванията на ЕС поради липсата на открита процедура за избор на изпълнител. Той добавя, че Европейската комисия не препоръчва на никоя от страните, кандидатки за членство в ЕС, да следват схемата на българското правителство.

### Атакуване на сделката пред ВАС
На 9 юни 2005 г. Върховна касационна прокуратура нарежда спирането на сделката и сезира Върховния административен съд. Прокуратурата иска договорът за концесията да се обяви за нищожен, тъй като решението на Министерския съвет от 30 декември 2004 г. за предоставяне на концесия на магистралата без търг или конкурс според тях е незаконно.

### Решение на КЗК
В края на ноември членовете на КЗК гласуват единодушно, че не е имало нужда от предварително уведомяване за концентрация на стопанска дейност, тъй като законодателството според тях изисква да се смятат само оборотите на дружествата, работещи на територията на страната, а българските фирми са имали оборот под законовия праг от 15 млн. лв. Според организацията „Прозрачност без граници“ обаче и португалската компания MSF е имала дейност в България, щом е предоставила и данъчна декларация заедно с декларацията, че няма дейност в страната.

### Позиция на Асен Гагаузов и БСП
По време на предизборната кампания сделката за магистралата е използвана от опозицията за нападки към управляващите от НДСВ. След изборите обаче, на водещата партия – БСП не и достигат депутати за сформиране на самостоятелно правителство или на правителство само с още една партия. Пред възможността да остане извън властта БСП избира да се коалира с НДСВ и ДПС. Вследствие само отделни техни представители, като Костадин Паскалев, продължават да са открито против сделката. Новият министър на МРРБ – Асен Гагаузов заявява че ще преразгледа договора, след което започва да твърди, че в него няма нищо очевидно което да е неизгодно.
Договорът е предоставен за преглед на независимата консултантска фирма Прайсуотър Хаус, която според МРРБ излиза със становище че е по-добре просто някои параметри да се подобрят, а не да се разваля сделката. Според Гагаузов нужни са промени в договора и заради изменените с времето икономически условия. Той твърди, че за него е по-добре съдът да обяви договора за нищожен за да може да започне всичко на чисто, с търг и конкурс, тъй като иначе договорът може да се променя, но не може да се променя концесионера. От друга страна той се изказва и че нова сделка за концесия ще забави строежа с 1,5 години и ще го оскъпи със 100 млн., поради което е по-добре да се подобри вече съществуващия договор. Според него не е важно дали консорциумът е свързан със Симеон Кобурготски, тъй като за това си носи отговорност той лично, а важното е договорът да не е неизгоден за България.
През ноември 2005 договорът е предоставен на нова специално създадена анкетна комисия в парламента. Някои твърдят, че анексите към него все още се пазят в тайна, но министър Гагаузов казва, че към договора просто няма анекси.

### Първо решение на ВАС, обжалване и нова атака в съда
На 28 март 2006 г. Тричленен състав на ВАС отхвърля протеста на прокуратурата за концесията, но на 5 април заместник-главният прокурор Митьо Марков обжалва решението.
В началото на април 2006 г. срещу договора е внесена жалба в Софийски градски съд от името на някои частни собственици на земи включени в концесията и на партия Новото време. Причината е че някои земи включени в концесията са все още частна собственост.

### Развитие
В края на март 2006 г. премиерът Сергей Станишев обявява пред евродепутати, че след окончателното решение на съда ще се вземе политическо решение за концесията на магистралата.  Парламентарната комисията за борба с корупция също изчаква решението на съда за да разгледа сделката.
В същото време в парламента се подготвя нов закон за концесиите. Според Костадин Паскалев и Евгени Чачев, ако съдът отмени сегашния договор, то той отново може да бъде сключен със същите фирми и без търг и конкурс, тъй като това вече ще е законно по новия закон.
През юни 2006 г. петчленният състав на ВАС окончателно отхвърля протеста срещу договора. Договорът обаче трябва да се промени, тъй като според полученото мнение на Евростат държавните средства, с които ще се покриват изчислените от концесионера загуби в резултат на по-нисък от прогнозирания автомобилен поток, по същество представляват държавна помощ.
В края на годината започва да се говори за провал на преговорите поради несъгласие на консорциума с новопоставените му условия.
На 26 април 2007 г. е подписан нов анекс към договора. Очаква се мнението на Евростат, след което според Гагаузов правителството ще вземе решение по договора. Ако договорът влезе в сила, тол такси ще се събират след 1 януари 2010 г.

## Изборът на концесионер
Версията на Валентин Церовски, човекът подписал договора от страна на правителството, е че компаниите сами са подали искане, което той е бил длъжен да предаде на Министерския съвет. След като предложението е разгледано от МС, на Церовски е била възложена задачата да проведе преговори, след завършване на които, според него, той не е имал друг изход освен да подпише договора.
Концесионерът е избран без търг или конкурс на базата на спорен член от закона за концесиите и на оспорваното твърдение,  че един от участниците в консорциума-концесионер, държавната фирма „Автомагистрали“ ЕАД, е във владение на магистрала „Тракия“.
Според следващия министър в МРРБ, Асен Гагаузов, отговорът който той получава на въпроса защо не е проведен конкурс за магистралата е, че причината е била желанието на правителството да се спести време.

## Концесионерът – „Магистрала „Тракия“ АД
Магистрала „Тракия“ АД е консорциум (или джойнтвенчър) създаден през 2004 г. за участие в концесии на български автомагистрали. 51% в него държат три португалски фирми, а останалите 49% – две български държавни фирми, които са подчинени на МРРБ. Според Валентин Церовски, фирмите харчат 10 млн. евро за проучвания преди да се обърнат към него. Критиците на сделката твърдят, че фирмите трябва да са знаели предварително че ще бъдат избрани за да похарчат тези пари. Според някои хора, като Божидар Димитров  и Красимир Каракачанов, „Сасир Вайехермосо“, фирмата-собственик на СОМАГ, която е един от участниците в „Магистрала „Тракия““ АД, е свързана със Симеон Сакскобургготски и/или близки до него хора.

### Акционери в „Магистрала „Тракия“
- „Автомагистрали“ ЕАД, София, България (25%)
- „Техноекспортстой“ ЕАД, София, България (24%)
- „MSF-Moniz da Maia, Serra & Fortunato-Empreiteiros, S.A.“, Лисабон, Португалия (21%)
- „Lena Engenharia e Contruções, S.A.“, Фатима, Португалия (15%)
- „SOMAGUE Concessões e Serviços, S.A.“, Синтра, Португалия. (собственост на SOMAGUE Group, от своя страна собственост на испанската Sacyr Vallehermoso (15%)

## Информация за договора от МРРБ
Според съобщението за решението на правителството за концесията на сайта на МРРБ (от декември 2004), общата дължина на автомагистралата е 443 km, от които са изградени 182 km, а 261 km трябва да бъдат построени от концесионера. Според изказване на министър Асен Гагаузов от март 2006 г. обаче, „443 km магистрала не се строи в България“, а двете построени отсечки са само „по около 35 – 38 km“.
Според съобщението на МРРБ от септември 2005 г., цената на проекта се предвижда да бъде 125 000 000 евро, като всички разходи над тях са изцяло за сметка на концесионера и не се приемат като разходи за инвестиции. Уточнява се, че окончателният размер ще се определи с одобрения инвестиционен проект на участъка. Определени са разходите за поддръжка за една година – до 50 000 евро на километър (числото се изменя в съответствие с процента на инфлацията).
Според съобщението, поемането на риска от недостиг на трафик се поема от държавата, като собственик на магистралата, „в съответствие с международната практика за подобен вид проекти“. През първите 8 години (от 2007 г. до 2014 г.) държавата ще компенсира концесионера за недостига в трафика, като според прогнозираните стойности общата сума ще бъде в размер на 169 976 000 евро. Тези компенсации обаче трябва да се върнат на държавата с лихвите, като лихвеният процент ще е равен на лихвения процент по договора за кредит, сключен между концесионера и финансиращата банка. Очакваният размер на сумата от лихвите е 175 804 000 евро.
След като концесионерът възстанови компенсациите, той започва да плаща на държавата 60% от приходите си след приспадане на разходите си (вкл. разходите по изплащането на банковия кредит). Очакваното концесионно възнаграждение за целия период на концесията е в размер на 5 014 108 000 евро.
Таксите за преминаване по магистралата се предвижда да бъдат 2,5 евроцента на километър (без ДДС) за лек автомобил, като сумата може да бъде изменяна на всеки шест месеца. Това ще става по предложение на концесионера и след съгласието на правителството. Магистралата трябва да бъде готова до края на ноември, 2009 г. (За участъка Калотина – София срокът е 31 май 2010). Концесионерът трябва да плаща неустойки за всеки просрочен ден.
Товарни превозни средства с допустима максимална маса над 12 тона няма да плащат ТОЛ такси за преминаване по магистралата, тъй като това противоречи на Директива 1999/62/ЕС на Европейския парламент и на Съвета на Европа от 17 юни 1999 г. За сметка на това концесионерът ще получава заместващи плащания за реално преминалите МПС от държавата, като общата сума за целия концесионен период е (предвидено че ще бъде?) 5 346 700 000 евро. Тези суми ще бъдат взети от събраните винетни такси от посочените МПС.
В случай на прекратяване на договора, държавата получава магистралата заедно с цялата документация и всички технологии нужни за експлоатацията ѝ. За виновната страна са предвидени неустойки.
Съобщението на МРРБ завършва с изброяване на няколко положителни ефекта, които според тях ще произтекат за България от договора. Преките икономически ползи според МРРБ са над 3 млрд. евро от концесионно възнаграждение, над 700 млн. евро от данък печалба, над 3 млрд. евро от внесен ДДС, разкриване на над 1000 нови работни места с постоянна заетост и обща печалба от над 950 млн. евро за двете държавни дружества, участващи в консорциума-концесионер. Освен това се казва, че магистралата ще създаде „възможности за развитие на туризма и подобряване на икономическата и бизнес среда.“
На 4 ноември 2009 г. Договорът за концесията на АМ „Тракия“ е публикуван на страницата на МРРБ.

## Критики
- Липсата на търг или конкурс за избор на концесионер не дава възможност да се постигнат максимално добри за държавата условия и цени.

- Според „Прозрачност без граници“ и Евгени Чачев редица изследвания са показали, че изграждането на магистрала чрез отдаването ѝ на концесия няма да е изгодно за България поради недостатъчния трафик.

- Ще се загубят пари отпускани безвъзмездно от Европейския съюз за конкретния проект.

- За преминаване по магистралата ще се събират ТОЛ такси, при положение че вече са платени винетни такси за останалите пътища и по този начин се плаща два пъти. Според някои това е в нарушение със Законът за пътищата, според който за един републикански път не могат да се събират две различни такси. Церовски казва: „Много често в западните държави тола е скрит. Той се плаща през държавния бюджет или през съответни фондове.“

- Създава се монопол – споре Евгени Чачев световна практика е една магистрала да се отдава на няколко различни фирми, като така се постига по-добро качество на обслужване и по-ниска цена за преминаване.

- Избор на концесионер без търг или конкурс е в нарушаване на Закона за концесиите. Например според Красимир Каракачанов, законът изисква предоставянето на държавна публична собственост да става единствено с търг или конкурс. Каракачанов признава, че има изключение на това правило – „решение 23 на Конституционния съд от 1998 г. (…) гласи, че държавна собственост може да се предостави на държавни предприятия без търг и конкурс, ако те са в заварено положение.“ Според него обаче, това изключение не важи в случая, тъй като консорциумът е създаден чак през 2004 г.

### Критики и мнения от доклада на „Прозрачност без граници“
Докладът на „Прозрачност без граници“ за концесията на магистрала „Тракия“, публикуван през април 2006 г., е разработен на основата на неофициална информация и на информация изнесена в медиите, тъй като официалният договор по това време е засекретен. Докладът съдържа множество критики по сделката, някои от които са:
- Лихвите на заемите за изграждане на трасето са прекалено високи в сравнение с лихвите на Европейската инвестиционна банка (12% срещу 3 – 3,5%).

- Отдаване на магистралата на концесия не е необходимо, тъй като за изграждането ѝ могат да се използват средства от фондовете на ЕС, от ЕИБ и Европейската банка за възстановяване и развитие.

- Получаването на концесионно възнаграждение от държавата не трябва да се свързва с приходите на концесионера, тъй като те зависят от ефективността на работата на последния.

- Договорът осигурява държавна помощ за концесионера (давайки им предимство пред конкуренцията) по смисъла на Закона за държавните помощи, средствата за която биха могли да бъдат използвани по-добре. Освен това, според асоциацията, тази държавна помощ значително надвишава приетия „таван“ за допустима държавна помощ.

- В размера на чистата печалба на дружеството не са калкулирани други ползи, освен ТОЛ таксите, които са гарантирани съгласно договора, като ползването на оптични кабели които евентуално може да бъдат инсталирани, достъпа до бензиностанции, хотели и мотели, правата върху билбордове, както и всякакви услуги, които се предоставят в близост до магистралата.

- На практика няма да има строителен контрол, тъй като според асоциацията по договора се предвижда независимия строителен надзор да се осигурява и заплаща от концесионера.

- Одитираните финансови отчети, които концесионера трябва да представя на държавата всяка година и по които концесионера ще бъде субсидиран, могат да бъдат неточни, което ще доведе до финансови загуби за държавата.

- Неправилно е в концесионната територия да се включват и „крайпътните обслужващи комплекси (мотели, бензиностанции, заведения за хранене и т.н.), пътните съоръжения и пътните принадлежности, (…) заедно с прилежащите им терени, които се намират извън нейния обхват“, защото това според „Прозрачност без граници“ е създаване на нов монопол в полза на Концесионера и е забранено от чл. 16 от Закона за защита на конкуренцията.

- „Изцяло сгрешена и облагодетелстваща Концесионера“ е и „Система за преброяване и класификация на трафика през автомагистрала „Тракия“, тъй като тя според асоциацията ще бъде изградена и поддържана от концесионера, при което няма да има независим контрол“.

### Други мнения, че договорът е неизгоден за България
- Според в. „Стандарт“ анексите към договора, които се пазят в тайна, са по-неизгодни за България от самия договор. [18]. Но по думите на министър Гагаузов, към договора за сега няма, а и не може да има анекси, тъй като той все още не е влязъл в сила.

- На концесионерите ще се дадат и вече готовите отсечки от магистралата, при което държавата ще трябва да върне сравнително изгодния кредит взет от ЕИБ за тях.

- Ако строителството закъснее ще се плащат глоби, но тъй като част от концесионера са държавни компании, то излиза, че част от плащането ще бъде от държавни компании към държавата. Според някои критици „Би трябвало още от началото да се знае, какъв процент от възможната неустойка ще се дължи от различните фирми“. [19]
- Според някои критици на сделката, цената на километър за изграждане на магистралата е завишена. Според „Прозрачност без граници“ Обявената цена от 2,7 млн. евро на километър за изграждане на магистрала „Тракия“ е неадекватна тъй като „експертните оценки, разчетите по Европейската програма ИСПА и договореностите на Република България с ЕИБ са на стойност 1,2 милиона евро на километър“. Според Красимир Каракачанов в договора е заложена сумата от 3,4 млн. евро на километър, а „най-скъпият вариант на магистрала, там, където има мостове, тунели и т.н., излиза максимум 2 млн. евро за километър.“

- Според журналистът Богомил Грозев от в. „Сега“, 50 000 евро на километър за текущ ремонт и зимно поддържане на година, което е горната граница на сумата, която държавата може да плаща на концесионера според договора, са твърде много сравнени със сумата, която агенция „Пътища“ по негова информация харчи през 2004 г. – „около 120 – 130 млн. лв. за текущ ремонт и зимно поддържане на всичките 19 000 км републикански пътища. Което прави разход от около 6500 лв. на километър.“ [20] Според него, държавата ще загуби и поне 2346 млрд. евро от разликата между прогнозираната концесионна такса, която ще влезе в хазната – 3 млрд. евро, и заместващите плащания дължащи се за тежкотоварни автомобили с обща допустима маса над 12 тона – „Това са 5,346 млрд. евро за 35 години или над 300 млн. лв. на година.“

- Таксите за преминаване по магистралата ще са по-високи от тези в други страни. („пътуване от София до Бургас да струва еднократно в едната посока от порядъка на 18 – 20 лева“ – от въпрос на журналист от април 2005 г. [21]). Според Церовски, причината за това е, че западните държави са инвестирали много повече пари в миналото в своята пътна инфраструктура и сега им са нужни много по-малко ресурси за поддържането и за инвестирането в ново строителство. Той допълва обаче, че по магистралата се спестяват 5 литра бензин в сравнение със стандартния път. „Така че 5 литра бензин са също около 7,50 лева.“ (април 2005 г.)

## Атакуване на сделката в съда
През юни 2005 г. заместник-главният прокурор Митьо Марков атакува договора пред Върховния административен съд (ВАС). На 28 март 2006 Тричленен състав на ВАС отхвърля протеста, тъй като според него „Министерският съвет не е излязъл извън предоставените му от закона правомощия за отдаване на концесия без търг и конкурс и е действал в рамките на своята компетентност.“ Съдът уточнява, че не се произася по целесъобразността на договора, тъй като той не може да прекрати договор на базата на това, че той е неизгоден. Уточнява се също, че „по това административно дело съдебният състав е лишен и от възможността да упражни комплексен контрол по законосъобразност, защото съдът е сезиран с протест единствено за обявяване на нищожност на атакуваното решение, а не за отмяната му като незаконосъобразно“. Искането на прокуратурата е да се спре изпълнението на договора, тъй като според нея той все още не е влязъл в сила. Според съда обаче, договорът е влязъл в сила, тъй като решението на правителството е публикувано в Държавен вестник .
Според съда държавното дружество „Автомагистрали“ ЕАД притежава собствеността върху дадената на концесия автомагистрална отсечка от декември 1995 година, след като е заявила пред Министерския съвет на България правата си върху нея (през януари 1996 година) и това позволява отдаването на концесия на магистралата без търг и конкурс по закона за концесиите. Според прокуратурата обаче, за да се прехвърли собствеността не е достатъчно подаването на заявление, а е необходимо и решение на правителството в тригодишен срок, каквото липсва.
През юни 2006 г. решението на тричленния състав на ВАС е потвърдено и от петчленния състав и така протестът на заместник-главния прокурор е окончателно отхвърлен.
В началото на април 2006 г. срещу договора е внесена жалба в Софийски градски съд от името на някои частни собственици на земи включени в концесията и на партия „Новото време“. Причината е, че към момента на подписване на договора, както и към датата на подаване на жалбата, не са отчуждени всички земи които са включени в концесията, а според Закона за концесиите на концесия може да се отдава само публична държавна собственот. Според вносителите на жалбата договорът нарушава конституцията, тъй като според нея частната собственост е неприкосновена. Лидерът на „Новото време“ – Емил Кошлуков, заявява, че ще бъде подаден и сигнал до главния прокурор за да бъде сезиран ВАС за обявяване на договора за концесията за нищожен.

### Интервюта
- Интервю с Валентин Церовски Архив на оригинала от 2006-05-11 в Wayback Machine. по БНТ, Канал 1 в предаването „Седмица“ от 1 април 2005 г. (публикувано на сайта на МРРБ)
- Интервю с Евгени Чачев (1) Архив на оригинала от 2007-09-30 в Wayback Machine. във в. „Стандарт“ от 4 май 2005 г.
- Интервю с Красимир Каракачанов Архив на оригинала от 2006-06-23 в Wayback Machine. във в. „Стандарт“ от 20 февруари 2006 г.
- Интервю с Костадин Паскалев Архив на оригинала от 2007-09-30 в Wayback Machine. във в. Стандарт от 23 февруари 2006 г.
- Интервю с Евгени Чачев (2) Архив на оригинала от 2007-03-14 в Wayback Machine. във в. Стандарт от 24 февруари 2006 г.
- Интервю с Асен Гагаузов Архив на оригинала от 2007-09-30 в Wayback Machine. във в. Стандарт от 27 март 2006 г.
- Интервю с Гагаузов и Чачев Архив на оригинала от 2006-05-13 в Wayback Machine. в „Коритаров Live“ по Нова ТВ от 31 март 2006 г. (на сайта на МРРБ)
- Кратко интервю с Митьо Марков Архив на оригинала от 2006-05-05 в Wayback Machine. във в. Стандарт от 5 април 2006 г.